# Bohusläns regementes församling
Bohusläns regementes församling var en militärförsamling i  Göteborgs stift och i nuvarande Uddevalla kommun. Församlingen uppgick 1927 i Uddevalla församling.

## Administrativ historik
Församlingen bildades 1919 genom en utbrytning ur Uddevalla församling, dit den återgick 1927.